# Monster Magnet (álbum)
Monster Magnet es el EP debut de la banda estadounidense de hard rock Monster Magnet, lanzado al mercado en 1990. Salió a la venta en CD y LP a través del sello discográfico alemán Glitterhouse Records. "Snake Dance" y "Nod Scene" se volvieron a grabar para aparecer en el álbum debut de larga duración, Spine of God. Posteriormente se regrabó "Tractor" ocho años después para aparecer en el álbum Powertrip.

## Lista de canciones
1. "Snake Dance" - 3:21
2. "Tractor" - 3:25
3. "Nod Scene" - 7:15
4. "Freak Shop USA" - 4:37
5. "Lizard Johnny" - 5:25
6. "Murder" - 3:37

## Personal
- Dave Wyndorf – voz, guitarra
- John McBain – guitarra
- Tom Diello – batería
- Tim Cronin – bajo, coros